# Gryyym
Gryyym est un ouvrage paru en 2020 regroupant bande-dessinées et nouvelles illustrées, avec pour thème commun l'horreur et le fantastique. Il a été édité par Gabriel Delmas, Joseph Lacroix, Grégory Maklès et Jérôme Martineau. Il existe une version en français et une en anglais. 
Les éditeurs se réclament de la tradition de Creepy, Eerie, Made in USA, Heavy Metal, 2000 A.D. et Métal Hurlant. Le projet a été parrainé par l’illustrateur espagnol Esteban Maroto et le scénariste britannique Pat Mills.
Gryyym a été financé via le site de financement participatif KissKissBankBank. Plus de 25 000 euros ont été récoltés. En parallèle, l'autrice Peggy Ann Mourot a distribué un portfolio regroupant les neuf illustrations qu'elle a réalisées pour le projet dans leurs versions d’origine. 
Le titre "Gryyym" est à la fois "un hommage aux frères Grimm, pour le verbe « grimer » et la signification de « grim » (sombre, sinistre mais aussi inébranlable) en anglais."

## Chapitrage
1. Cette nuit-là de Attila Futaki (dessins) et Gabriel Delmas (scénario)
2. La nuit de Sophie de Guillaume Bouges
3. Le jardin de Grenade de Michael Moorcock (illustrations de Joseph Lacroix)
4. Fragments du par-delà de Patrick Pion (dessins) et Romain Rogier (textes)
5. Crust de Adrian Smith
6. Toute seule de Thibault Vermot (illustrations de Justine Gasquet)
7. Furia de Gabriel Delmas
8. Les signes démentiels de Sabrina Calvo (illustrations de Peggy Ann Mourot)
9. Im Garten de Elena Guidolin
10. Masculibur de Jurictus
11. Forme de Georges Clarenko (dessins) et Akileus (scénario)
12. Jaguar de Tommy Lee Edwards (dessins) et Richard Marazano (scénario)
13. La chute d'Orthlong de Joseph Lacroix (illustrations de Simon Léturgie)
14. Solaire souillure de Chris Lenté
15. Un conte de Gryyym de Chrysostome Gourio (illustrations de Bruno Letizia)
16. Emergency in death de Jean-Paul Krassinsky
17. Le grenouillard de Joseph Lacroix
18. Reaper Buddy de Fay Dalton (dessins) et Pat Mills (scénario)
19. L’ascension de Richard Marazano
20. Internet de David Lloyd
21. Pater Auster de Guillaume "Gom" Chuffart (dessins) et Vincent Pelletier (scénario)
22. Tranche de vie de Richard Gez (illustrations de Joseph Lacroix)
23. Destroyer Man de Grégory Maklès
24. Un battement d'ailes de Paolo Massagli (dessins) et Chrysostome Gourio (textes)
25. Token de Patrick Pion